# هالسترف
هالسترف (به فرانسوی: Halstroff) یک کمون در فرانسه است که در Canton of Sierck-les-Bains واقع شده‌است.

## خصوصیات
هالسترف ۱۰٫۷۸ کیلومترمربع مساحت و ۲۸۶ نفر جمعیت دارد و ۲۷۵ متر بالاتر از سطح دریا واقع شده‌است.